# 犬田城の戦い
犬田城の戦い（いぬたじょうのたたかい）は、文明15年（1483年）9月中に河内北部の犬田城（現在の大阪府枚方市中宮）で発生した戦いである。畠山義就と畠山政長が河内の領有権を巡り争い、この戦いで勝利した義就が河内領有を確定させた。

## 経過
文明9年（1477年）、応仁の乱終結間際になって畠山義就は京都から河内へ下向、中心部の若江城を含む河内を制圧した（若江城の戦い）。河内は義就の従弟で畠山氏の家督を争った畠山政長の領国で、室町幕府は義就から守護職を取り上げた代わりに政長を任命していたが、反逆者のまま赦免されていない義就が河内を領有するという非常事態になり、幕府はたびたび義就追討令を発したが、義就は大和にも影響力を及ぼしていたため実際に出兵することはなかった。
文明14年（1482年）3月8日になり政長は細川政元とともに京都から出陣、6月19日に山城と摂津の国境付近の山崎から摂津茨木へ進軍、義就に通じて政元に反抗した摂津国人衆を討伐しながら進んだ。しかし政元は7月16日に義就と単独で和睦、義就に占領していた摂津欠郡（東成郡・西成郡・住吉郡）の返還と引き換えに河内十七箇所の領有を認め、閏7月に帰京してしまった。単独行軍となった政長は義就討伐を続行、閏7月19日に船で尼崎から和泉堺に渡り一旦久米田寺で待機、分国の紀伊粉河寺・根来寺の援軍と合流して8月に河内南部の正覚寺（八尾市）で誉田城を守る義就と対峙した。
一方、政長軍を迎え撃つ義就は小競り合いをしながら反撃の機会を伺い、10月に別働隊を河内から南山城へ向かわせ奇襲をかけた。南山城と大和付近の添下郡の領主鷹山氏は義就の働きかけで寝返り、義就軍は12月27日に草路城（京田辺市）を落とし上三郡（久世郡、綴喜郡、相楽郡）を平定、翌文明15年（1483年）4月に相楽郡の狛城も落城、木津川流域を含む南山城は義就が占拠した。完全に不意を突かれた政長方は宇治川流域の北部で抵抗を続け、宇治橋を切り落として義就方の北上を阻んだ（宇治橋の破壊は義就方の仕業ともいわれ、幕府軍の増援及び南下を防ぐためとされる）。
政長は挟み撃ちの危機に陥ったが、幕府の支援と分国からの増援を期待して正覚寺に留まり、8月に分国の1つである山城で半済を課して別の分国越中から3,000人の軍勢を呼び寄せた。また、河内十七箇所は政元が義就への引き渡しを約束していたが、現地の政長方は認めずに義就方に抵抗していた。南山城の義就軍は十七箇所を狙い北上して八幡に集結、別の一隊は河内・山城・大和の国境に布陣して河内からの政長方の侵入を妨害した。
8月13日、義就軍は八幡から十七箇所へ攻撃、十七箇所が淀川と深野池に挟まれた低湿地で、淀川が長雨で増水していたことに目を付け、22日に淀川堤防の大庭堤（守口市）・植松堤（八尾市）を決壊させ十七箇所を水攻めにした（十七箇所の戦い）。これにより十七箇所は孤立したが、淀川上流で河内北部の犬田城で政長方はなおも抵抗、9月に京都から政長の家臣遊佐長直が椎名氏（椎名順胤の一族か）ら越中勢を率いて義就軍に包囲された犬田城の後詰に向かった。9月9日に両軍は犬田城付近で対峙、17日に戦闘が起こり政長軍は敗北、椎名は討死、遊佐長直は負傷して淀川を渡り正覚寺へ逃亡、敗残兵は犬田城へ収容された。26日に犬田城は落城、義就は河内を実質的に平定した。
河内南部で政長と義就が対陣を続けている最中に南山城と河内北部は義就方に制圧されたが、文明17年（1485年）7月に南山城を守る義就の家臣斎藤彦次郎が寝返ったため山城の戦線は膠着状態となり、10月まで両畠山軍が駐屯を続けた末に12月11日に山城国人が決起して国一揆を結成、交渉の末に17日に両畠山軍を撤退させた（山城国一揆）。国一揆の結成で畠山氏の争いは収まり、義就の河内・大和領有は確定、政長は河内と山城を失う結果に終わった（紀伊・越中は確保）。以後畿内では大規模な戦闘は起こらず、延徳2年12月12日（1491年1月21日）に義就が亡くなり息子義豊が河内・大和を受け継いだが、義就は幕府から赦免されていなかったため政長は明応2年（1493年）に幕府に要請して再度河内遠征を行ったが、政長及び将軍足利義稙と対立していた政元は京都に残りクーデターを起こし（明応の政変）、畿内の混乱は続いた。